# Trereife House
 (avril 2023).
Trereife House (prononcé Treeve) est un manoir classé grade II situé à l'ouest de la ville de Penzance en Cornouailles, Angleterre. La maison est construite au XVIIIe siècle et a deux étages et un toit en croupe avec des lucarnes.

## Histoire
Les premiers occupants de Trereife sont la famille Nicholls. À l'origine une famille d'agriculteurs vivant dans la ferme de Trereife, ils font ensuite partie de la petite noblesse. John Nicholls, après avoir travaillé comme avocat à la Court of Chancery de Londres, fait en sorte qu'une façade de style Queen Anne soit ajoutée à la ferme d'origine en 1708.
La maison passe finalement entre les mains de la famille Le Grice. Charles Valentine Le Grice (14 février 1773 - 24 décembre 1858) est le premier membre de la famille à y vivre lorsqu'il vient en Cornouailles en 1796 en tant que tuteur de William John Godolphin (décédé en 1815). William est le fils de Mary Nicholls (née Usticke) une riche veuve et de John William Nicholls,. En 1799, Le Grice épouse Mary Nicholls et ils ont un fils Day Perry (1800 - 19 mars 1881). À la mort de sa femme en 1846, Charles Valentine Le Grice hérite du domaine et devient un homme fortuné.
Day Perry Le Grice fait ses études au Collège d'Eton et à l'Oriel College, Oxford et a deux enfants, une fille et un fils Charles Day Nicholls Le Grice qui hérite du domaine en 1881. Day Perry est sous-lieutenant et, en 1864, haut shérif de Cornouailles.
En 2011, Trereife House fait l'objet d'un documentaire télévisé sur Channel 4 présenté par Ruth Watson dans le cadre de sa série Country House Rescue.